# 豕部
豕部（）は、漢字を部首により分類したグループの一つ。
康熙字典214部首では152番目に置かれる（7画の6番目、酉集の6番目）。

## 概要
豕部には「豕」を筆画の一部として持つ漢字を分類している。
単独の「豕」字はブタを意味する。字源としてはブタを側面から見た形を象る象形文字である。ブタは中国で古くから飼育されている家畜であり、六畜（馬・牛・羊・鶏・犬・豚）の一つに挙げられている。その肉は食用され、特に中華料理において「肉」といえば豚肉を指す。現在でも中華人民共和国は世界一のブタの飼養国であり、その飼養頭数は世界の50%近くを占める。
なおブタの総称を表す字には「豕」「豬（猪）」「彘」などたくさんあるが、漢代の『方言』に「『豬』は北燕・朝鮮の間はこれを『豭』と謂い、関の東西はあるいはこれを『彘』と謂い、あるいはこれを『豕』と謂い、南楚はこれを『豨』と謂う」とあり、各地域で異なる発音のあったものに異なる字を当てた方言字であったことが分かる。以後、共通語として『豬（猪）』字が使われ、現在に至っている。なお日本では奈良時代以降、仏教の普及により肉用家畜の飼養文化が薄くなったため、「豬（猪）」字は家畜化されたブタではなく、野生のイノシシを表すようになった。中国ではブタとイノシシを字で分けることはなく、区別する際にはブタを「家豬」、イノシシを「野豬」とする。なお略字を正字に採用する現在の日本と中国では俗字の「猪」字の方を使っている。また日本でブタを表すのに用いられる「豚」字は小さなブタの意味である。
「豕」は意符としてはブタに関する文字に含まれる。このとき左の偏の位置に置かれて左右構造を作ったり、下部の脚の位置に置かれて上下構造を作ったりすることがある。

## 部首の通称
- 日本：いのこ・いのこへん
- 韓国：돼지시부（dwaeji bu、ブタの豕部）
- 英米：Pig radical

## 部首字

甲骨文
金文
大篆
小篆

豕
- 中古音
  - 広韻 - 施是切、紙韻、上声
  - 詩韻 - 紙韻、上声
  - 三十六字母 - 審母三頭
- 現代音
  - 普通話 - ピンイン：shǐ 注音：ㄕˇ ウェード式：shih3
  - 広東語 - Jyutping:ci2 イェール式:chi2
- 日本語 - 音：シ（漢音） 訓：ぶた・いのこ
- 朝鮮語 - 音：시(si) 訓：돼지（dwaeji、ぶた）

- 甲骨文
- 金文
- 大篆
- 小篆

## 例字
- 豕
  - 4:豚、5:象、6:豢、7:豪、9:豬（猪→犬部）・豫（予→亅部）18:𧲜・䝔、20:𧲝、23:𧲞、29:𧲟